# Il treno di Lenin
Il treno di Lenin è una miniserie televisiva italiana del 1988 diretta da Damiano Damiani.

## Trama
In seguito alla rivoluzione di febbraio la Germania guglielmina intravede la possibilità di dare una svolta alla prima guerra mondiale, qualora Lenin rientrasse in Russia e rovesciasse il governo provvisorio, il cui capo effettivo era Aleksandr Kerenskij, e chiedesse un armistizio alla Germania, in modo tale da svincolarsi dal fronte orientale e concentrare così lo sforzo bellico in occidente e in Italia.
Nel marzo del 1917 il Comando Supremo della Deutsches Heer organizza così un viaggio in treno per rimpatriare un gruppo di bolscevichi dalla Svizzera alla Russia post-rivoluzionaria. Fra i passeggeri vi è il leader bolscevico Lenin con la moglie Nadežda Krupskaja, la sua collaboratrice particolare Inessa Armand e il rivoluzionario Zinov'ev.
La Germania concede il permesso di transito del vagone piombato, ossia una carrozza ferroviaria con porte e finestrini sigillati in modo da evitare qualsiasi contatto con l'esterno e che godeva dell'extraterritorialità.

## Trasmissione e distribuzione
La miniserie è stata pubblicata in un doppio DVD da ElleU Multimedia.